# Liste des planètes mineures non numérotées découvertes en décembre 2009
Pour un article plus général, voir Liste des planètes mineures non numérotées découvertes en 2009.
Pour un article plus général, voir Liste des planètes mineures.
Cet article dresse la liste des planètes mineures (astéroïdes, centaures, objets transneptuniens et assimilés) non numérotées découvertes en décembre 2009 dans l'ordre de leur découverte.
Au 15 janvier 2025, 661 077 des 1 434 993 planètes mineures répertoriées par le Centre des planètes mineures ne sont pas encore numérotées, soit 46,07 %.

## Rappel concernant la désignation provisoire
La désignation provisoire indique l'ordre de découverte de ces objets. En effet, cette désignation est composée de l'année de découverte (par exemple 2009) suivie de la quinzaine (demi-mois) de découverte (p.e. A = 1-15 janvier) puis de l'ordre de découverte dans cette quinzaine. Cet ordre est indiqué par une lettre et éventuellement un chiffre comme suit : A pour la première découverte, B pour la deuxième, ..., Z pour la 25e (le I n'est pas utilisé pour éviter la confusion avec 1), A1 pour la 26e, B1 pour la 27e, etc. , Z1 pour la 50e, A2 pour la 51e, B2 pour la 52e, etc. L'ordre de la numérotation ne suit donc pas l'ordre alphanumérique. 2009 AA1 suit ainsi 2009 AZ et précède 2009 AB1.

## Listes

### Du1erau 15 décembre 2009
- 2009 XD
- 2009 XV
- 2009 XQ1
- 2009 XR1
- 2009 XT1
- 2009 XV1
- 2009 XA2
- 2009 XB2
- 2009 XO2
- 2009 XP2
- 2009 XQ2
- 2009 XC3
- 2009 XO3
- 2009 XY3
- 2009 XZ3
- 2009 XB4
- 2009 XD4
- 2009 XQ4
- 2009 XR5
- 2009 XS5
- 2009 XC6
- 2009 XE6
- 2009 XF6
- 2009 XH6
- 2009 XP6
- 2009 XS6
- 2009 XT6
- 2009 XZ6
- 2009 XP7
- 2009 XE8
- 2009 XF8
- 2009 XH8
- 2009 XJ8
- 2009 XK8
- 2009 XL8
- 2009 XW8
- 2009 XK9
- 2009 XX9
- 2009 XE10
- 2009 XP10
- 2009 XQ10
- 2009 XR10
- 2009 XK11
- 2009 XW11
- 2009 XF12
- 2009 XJ12
- 2009 XT12
- 2009 XW12
- 2009 XQ13
- 2009 XV13
- 2009 XH14
- 2009 XM14
- 2009 XM15
- 2009 XQ15
- 2009 XQ16
- 2009 XS17
- 2009 XL18
- 2009 XP20
- 2009 XQ20
- 2009 XX20
- 2009 XH23
- 2009 XA26
- 2009 XL26
- 2009 XM26
- 2009 XT26
- 2009 XV26
- 2009 XW26
- 2009 XX26
- 2009 XD27
- 2009 XF27
- 2009 XG27
- 2009 XH27
- 2009 XR27
- 2009 XT27
- 2009 XU27
- 2009 XW27
- 2009 XB28
- 2009 XC28
- 2009 XE28
- 2009 XG28
- 2009 XH28
- 2009 XJ28
- 2009 XP28
- 2009 XT28
- 2009 XU28
- 2009 XZ28
- 2009 XD29
- 2009 XE29
- 2009 XF29
- 2009 XG29
- 2009 XJ29
- 2009 XL29
- 2009 XR29
- 2009 XV29
- 2009 XY29
- 2009 XZ29
- 2009 XF30
- 2009 XN30
- 2009 XV30
- 2009 XX30
- 2009 XY30
- 2009 XZ30
- 2009 XE31
- 2009 XF31
- 2009 XG31
- 2009 XH31
- 2009 XJ31
- 2009 XK31
- 2009 XL31
- 2009 XM31
- 2009 XN31
- 2009 XO31
- 2009 XP31
- 2009 XQ31
- 2009 XR31
- 2009 XS31
- 2009 XT31
- 2009 XV31
- 2009 XW31

### Du 16 au 31 décembre 2009
- 2009 YA
- 2009 YF
- 2009 YP
- 2009 YQ
- 2009 YR
- 2009 YS
- 2009 YW
- 2009 YC1
- 2009 YD1
- 2009 YJ1
- 2009 YP1
- 2009 YR1
- 2009 YC2
- 2009 YL2
- 2009 YP3
- 2009 YQ3
- 2009 YT3
- 2009 YU3
- 2009 YB4
- 2009 YE4
- 2009 YM4
- 2009 YF5
- 2009 YJ5
- 2009 YW5
- 2009 YT6
- 2009 YU6
- 2009 YV6
- 2009 YJ8
- 2009 YM9
- 2009 YK10
- 2009 YZ10
- 2009 YA11
- 2009 YN11
- 2009 YY11
- 2009 YD12
- 2009 YH12
- 2009 YP12
- 2009 YZ12
- 2009 YQ14
- 2009 YD15
- 2009 YE15
- 2009 YF15
- 2009 YO15
- 2009 YS15
- 2009 YT15
- 2009 YE16
- 2009 YY16
- 2009 YO17
- 2009 YB18
- 2009 YL18
- 2009 YP18
- 2009 YT18
- 2009 YH20
- 2009 YU20
- 2009 YD22
- 2009 YX22
- 2009 YJ23
- 2009 YM23
- 2009 YR24
- 2009 YW25
- 2009 YZ26
- 2009 YQ27
- 2009 YR27
- 2009 YS27
- 2009 YU27
- 2009 YV27
- 2009 YW27
- 2009 YY27
- 2009 YE28
- 2009 YJ28
- 2009 YK28
- 2009 YL28
- 2009 YM28
- 2009 YN28
- 2009 YO28
- 2009 YP28
- 2009 YU28
- 2009 YV28
- 2009 YX28
- 2009 YZ28
- 2009 YC29
- 2009 YF29
- 2009 YL29
- 2009 YN29
- 2009 YO29
- 2009 YT29
- 2009 YU29
- 2009 YV29
- 2009 YW29
- 2009 YX29
- 2009 YA30
- 2009 YC30
- 2009 YD30
- 2009 YF30
- 2009 YG30
- 2009 YK30
- 2009 YL30
- 2009 YU30
- 2009 YV30
- 2009 YW30
- 2009 YY30
- 2009 YZ30
- 2009 YC31
- 2009 YK31
- 2009 YO31
- 2009 YP31
- 2009 YQ31
- 2009 YT31
- 2009 YY31
- 2009 YZ31
- 2009 YA32
- 2009 YF32
- 2009 YH32
- 2009 YJ32
- 2009 YL32
- 2009 YR32
- 2009 YV32
- 2009 YX32
- 2009 YA33
- 2009 YC33
- 2009 YF33
- 2009 YH33
- 2009 YK33
- 2009 YL33
- 2009 YR33
- 2009 YU33
- 2009 YY33
- 2009 YZ33
- 2009 YA34
- 2009 YB34
- 2009 YD34
- 2009 YE34
- 2009 YG34
- 2009 YH34
- 2009 YJ34
- 2009 YK34
- 2009 YL34
- 2009 YM34
- 2009 YN34
- 2009 YO34
- 2009 YP34
- 2009 YQ34
- 2009 YU34
- 2009 YV34
- 2009 YW34
- 2009 YX34
- 2009 YY34
- 2009 YZ34
- 2009 YA35
- 2009 YB35
- 2009 YD35
- 2009 YE35
- 2009 YF35
- 2009 YG35
- 2009 YH35
- 2009 YJ35
- 2009 YK35
- 2009 YL35
- 2009 YM35